# Something New (EP)
Something New é o  terceiro extended play da cantora sul-coreana Taeyeon, lançado pela SM Entertainment em 18 de junho de 2018.

## Antecedentes e lançamento
Em 12 de junho de 2018, a SM Entertainment anunciou que o terceiro EP de Taeyeon seria lançado em 18 de junho de 2018. Este será o primeiro EP de Taeyeon lançado após seu último álbum, This Christmas: Winter Is Coming, lançado em dezembro de 2017. Em 14 de junho de 2018, o teaser do videoclipe da faixa-título "Something New" foi lançado e atraiu a atenção de sua cinematografia.

## Lista de faixas
| Something New  |                                                         |         |  |
| N.º            | Título                                                  | Duração |  |
| 1.             | "Something New"                                         | 3:20    |  |
| 2.             | "저녁의 이유 (All Night Long)" (featuring Lucas de NCT) | 3:42    |  |
| 3.             | "바람 바람 바람 (Baram X 3)"                            | 3:28    |  |
| 4.             | "너의 생일 (One Day)"                                   | 3:30    |  |
| 5.             | "Circus"                                                | 3:54    |  |
| 6.             | "Something New" (instrumental)                          | 2:59    |  |
| Duração total: | Duração total:                                          | 20:53   |  |

## Desempenho nas paradas
| Parada (2018)        | Melhor posição |
| -------------------- | -------------- |
| Coreia do Sul (Gaon) | 3              |

## Histórico de lançamento
| Região        | Data                | Formato             | Gravadora(s)              |
| ------------- | ------------------- | ------------------- | ------------------------- |
| Coreia do Sul | 18 de junho de 2018 | CD Download digital | S.M. Entertainment IRIVER |
| Mundialmente  | 18 de junho de 2018 | Download digital    | S.M. Entertainment        |